# الدروع (قبيلة)
الدروع ; (بالمفرد : الدرعي) هي قبيلة توجد في سلطنة عمان والإمارات العربية المتحدة. قبيلة صغيرة نسبيًا، ومع ذلك تمكنت من التداخل في عدد من الصراعات الإقليمية التي اندلعت في جميع أنحاء إمارات الساحل المتصالح في القرن العشرينولا تعتبر من اضعف قبائل لها تاريخها العريق الذي يشهد مكانتها عريقه 

## النسب
ذُكر في كتاب إسعاف الأعيان في أنساب أهل عمان أن الدروع بطن من بهثة من ذئاب. أما القلقشندي في كتابه نهاية الأرب في معرفة أنساب العرب فقال: الدروع وهم بطن من بهثة من لبيد (بنو لبيد بن هيب بن بهثة بن سُلَيم من العدنانية، ومنازلهم بلاد برقة مع قومهم لبيد)

## الصراع مع العوامر
على الرغم من أن عائلة الدرعي كانوا على علاقة جيدة مع آل بو شامس ويعتبرون أنفسهم تابعين لـ دبي، وكانوا في صراع مع محاربين العوامر الذين تعدوا على دارهم أو أراضيهم. في العشرينيات من القرن الماضي، في ليوا والبريمي، اندلع القتال بين قبائل البدو، مع المناصير وبنو ياس يقاتلون اتحادًا جنوبيًا مكونًا من العوامر الدروع والبوشامس. تمكن حمدان، وهو حليف لـ الوهابيين، من التوسط في هدنة غير مستقرة. ومع ذلك، اندلع القتال الخروج مرة أخرى في واحة البريمي، بين الدروع والمناصير ووبني كتب. شكل الصراع المتصاعد تحديًا مبكرًا لحاكم أبو ظبي الجديد، الشيخ سلطان بن زايد آل نهيان، الذي سار ضد الدروع في ديسمبر 1923. انتشر الخبر عن حركته وقامت الدروع والعوامر بحشد قوة مع بني كتب من قلعة الفلاية، التي التقت بمجموعة من 20 فارسًا من أبو ظبي وقتلت سبعة منهم وأسرتهم البقية. وبجمع قوة قوامها 200 رجل، داهم الاتحاد الشمالي البريمي بينما داهمت قوات السلطان الفلية. بعد أن أدركت قبيلة الدروع أن رجالًا من دبي كانوا يدعمون سلطان، داهموا دبي انتقامًا.

## النفوذ السعودي
تلا ذلك جهود متضافرة للمصالحة، حيث أدرك مختلف حكام الساحل المتصالح أن الصراعات المستمرة كانت تهدد بالانحدار إلى حالة حرب عامة. طلبت قبيلة الدروع، وكذلك البوشامس، حماية العميل الوهابي، ابن جلوي، الذي كان سعيدًا جدًا بتوسيع نفوذه بين قبائل الإمارات المتصالحة وعمان. وأدى ذلك إلى صراع دموي مستمر، وفي الأربعينيات من القرن الماضي، أدى القتال إلى قيام زعيم بدو العوامر، سالم بن حمد بن ركاض، بقيادة قومه إلى الأحساء في عام 1943. وعادوا في عام 1948، ولكن في السنوات اللاحقة إرجعوا باستمرار إلى الأحساء. بقي الجزء الأكبر من القبيلة في البريمي وقدموا التماسًا إلى البوفلاح للحماية. كان من أول أعمال الشيخ زايد بن سلطان آل نهيان عندما عين والي لمدينة العين هو استدعاء سالم بن مسلم بن حام وعينه رئيسا لبدو العوامر. جزء القبيلة الذي انتقل جنوبًا تحت قيادة سالم بن حمد أصبح مواطنين اسعوديون، وهذا الانقسام داخل العوامر، مدفوعًا بالدرعي، كان فيما بعد جزءًا من الحجج الإقليمية المطروحة فيحرب البريمي.

## انظر ايضا
- بني كتب
- آل معلا
- آل كلداري